# Liste der Flüsse in der Demokratischen Republik Kongo

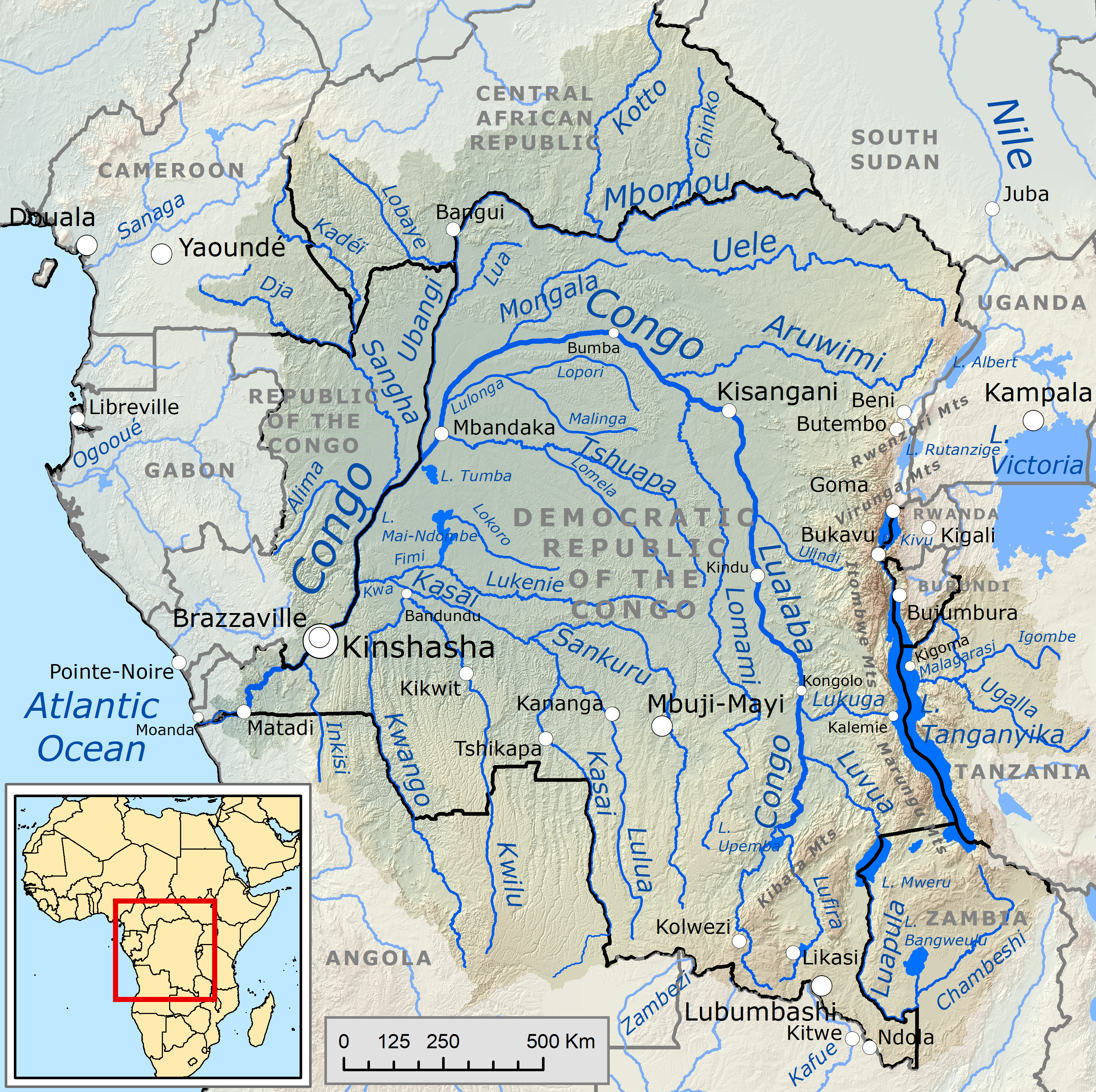
Kongo-Einzugsgebiet

Dies ist eine Liste der Flüsse in der Demokratischen Republik Kongo. Abgesehen von wenigen Küstenflüssen und einem kleinen Bereich (etwa 1 % der Landesfläche) im äußersten Nordosten der in das Nil-System entwässert, liegt praktisch das ganze Land im Kongo-Einzugsgebiet. Im Folgenden sind die Nebenflüsse des Kongo und der anderen Flüsse in ihrer Mündungsreihenfolge aufgelistet.

## Kongo

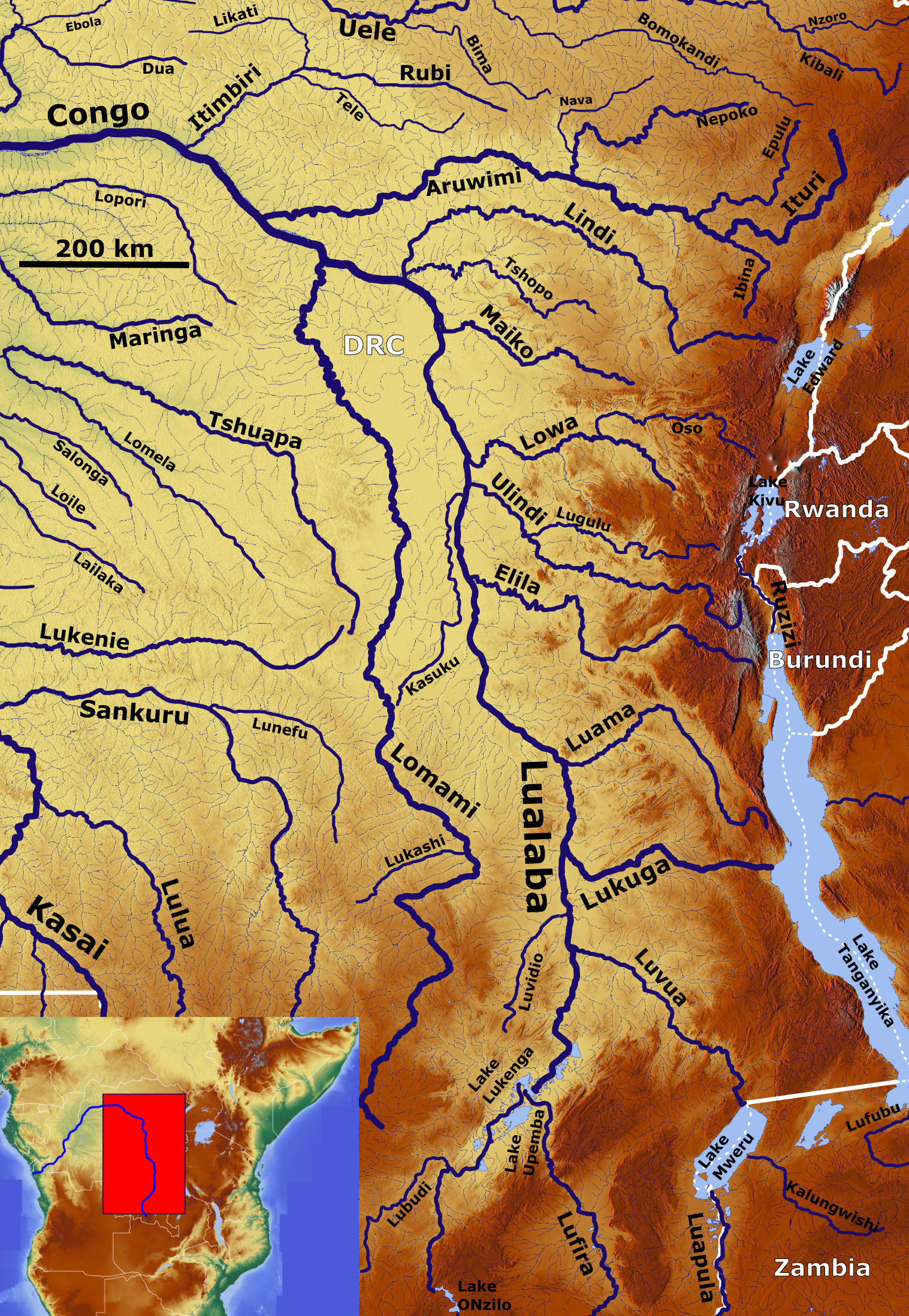
Der Verlauf des Lualaba mit seinen Nebenflüssen

### Lualaba(Oberlauf des Kongo)
- Lubudi
- Lovoi
- Lufira
  - Busumba
  - Lofoi
  - Lufwa
  - Dikuluwe
- Luvua (siehe unten)
- Lukuga
  - Ruzizi
    - Kiwusee (Westseite)
      - Nyamukubi
- Luama
- Lufubu
- Elila
- Ulindi
  - Lugulu
- Lowa
- Maiko

#### Luvua

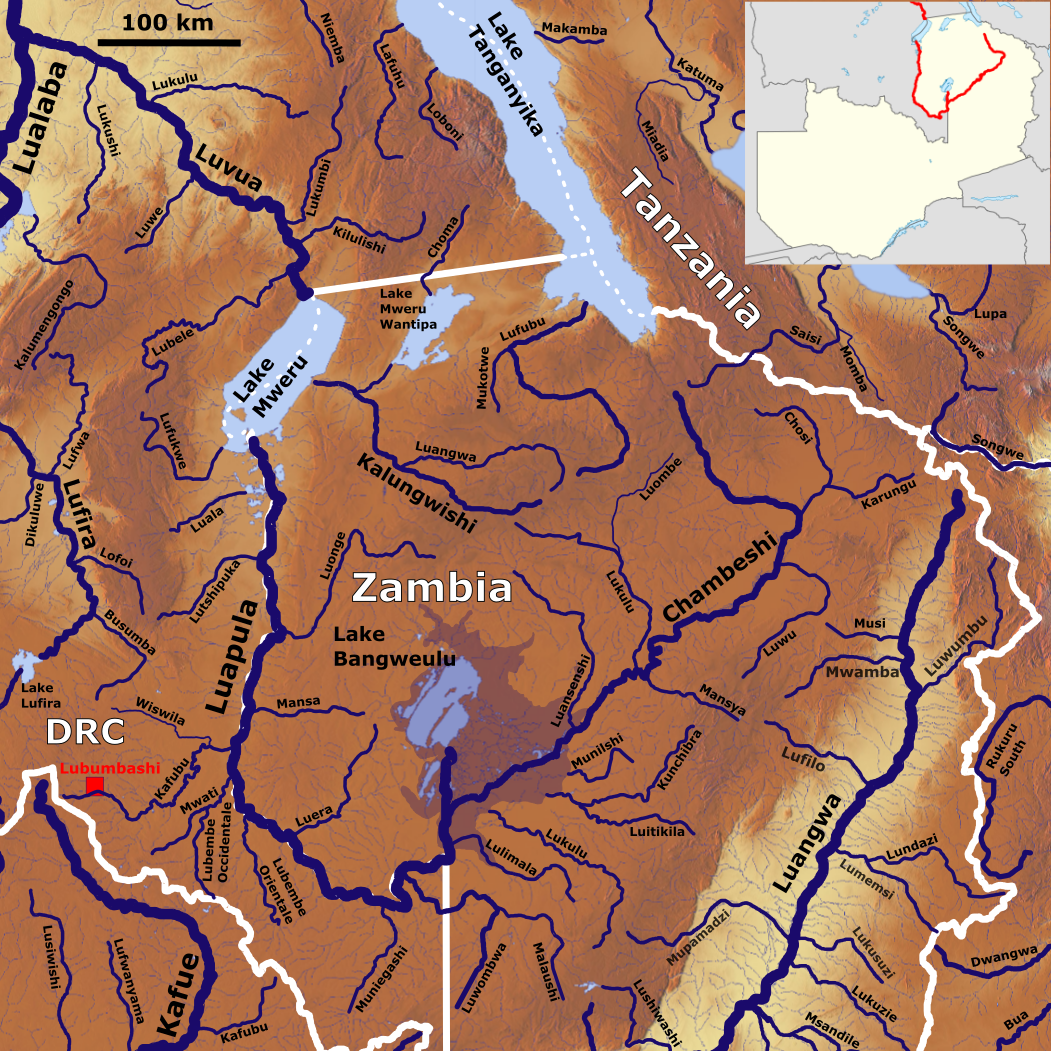
Der Verlauf des Luvua mit seinen Nebenflüssen

- Mwerusee
  -     - Choma (über Kalungwishi)

  - Luapula
    - Luwombwa
    - Muniegashi
    - Lubembe Orientale
    - Mwati
      - Lubembe Occidentale

    - Kafubu
      - Wiswila

    - Lutshipuka
    - Luala

  - Lufukwe
- Lubele
- Lubele
- Lukumbi
- Lukumbi
- Lukulu
- Lukushi

### Kongo (Mittel- und Unterlauf)

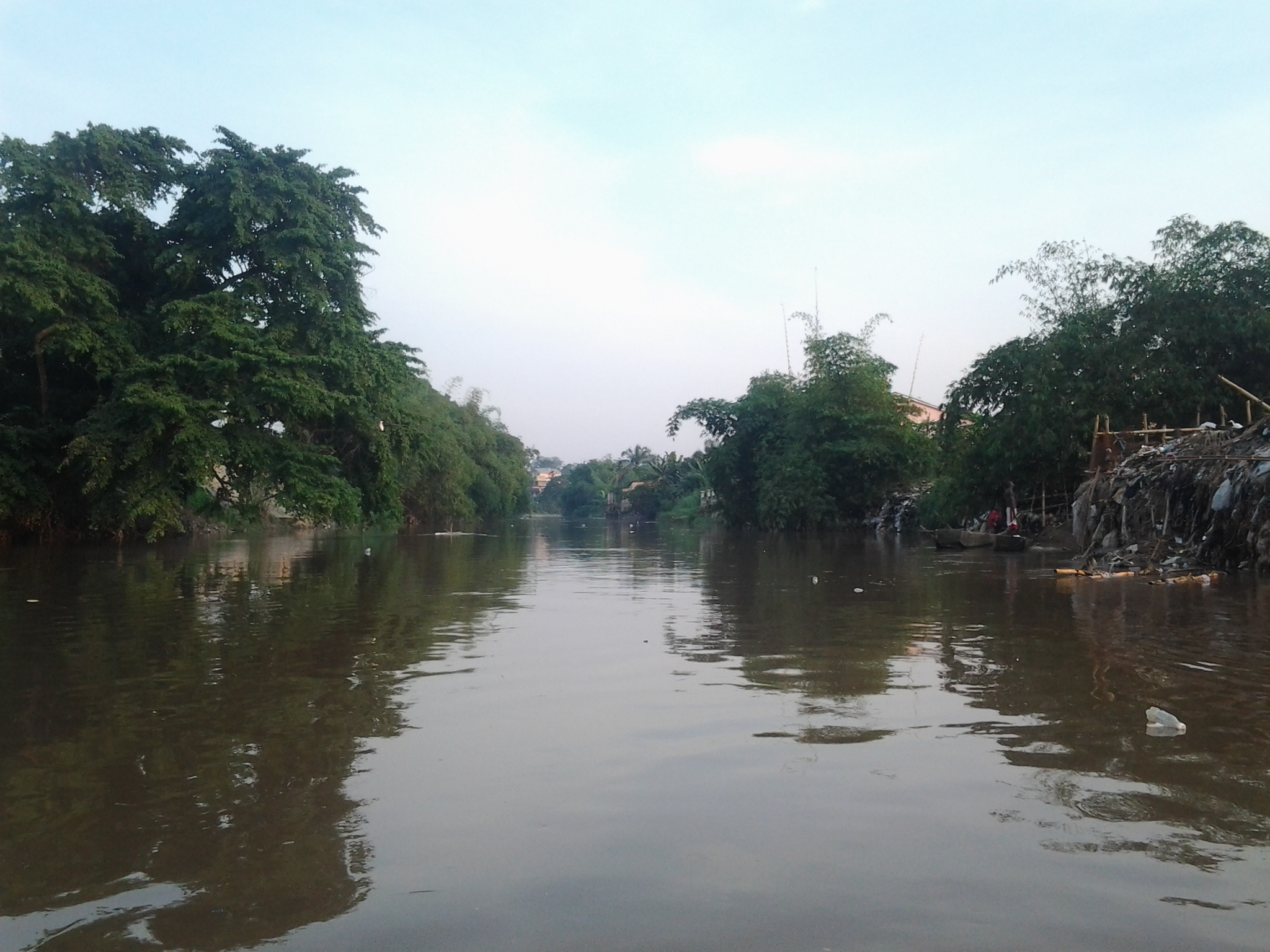
Der Ndjili mündet im Osten Kinshasas von Süden in den Kongo.

- Lindi
  - Tshopo
- Lomami
  - Lukashi
- Aruwimi (Ituri)
  - Lulu
  - Nepoko
  - NGayu
  - Epulu
- Itimbiri (Rubi)
  - Likati
  - Tele
  - Aketi
- Mongala
  - Dwa
    - Ebola

  - Likame
- Lulonga (siehe dort)
- Ikelemba
- Ubangi (siehe dort)
- Rukii (siehe dort)
- Kasai (siehe dort)
- Ndjili
- Inkisi
  - Ngufu

### Lulonga
- Maringa
  - Lopori
    - Bolombo
    - Yekokora

  - Lomako

### Ubangi(Oubangi)

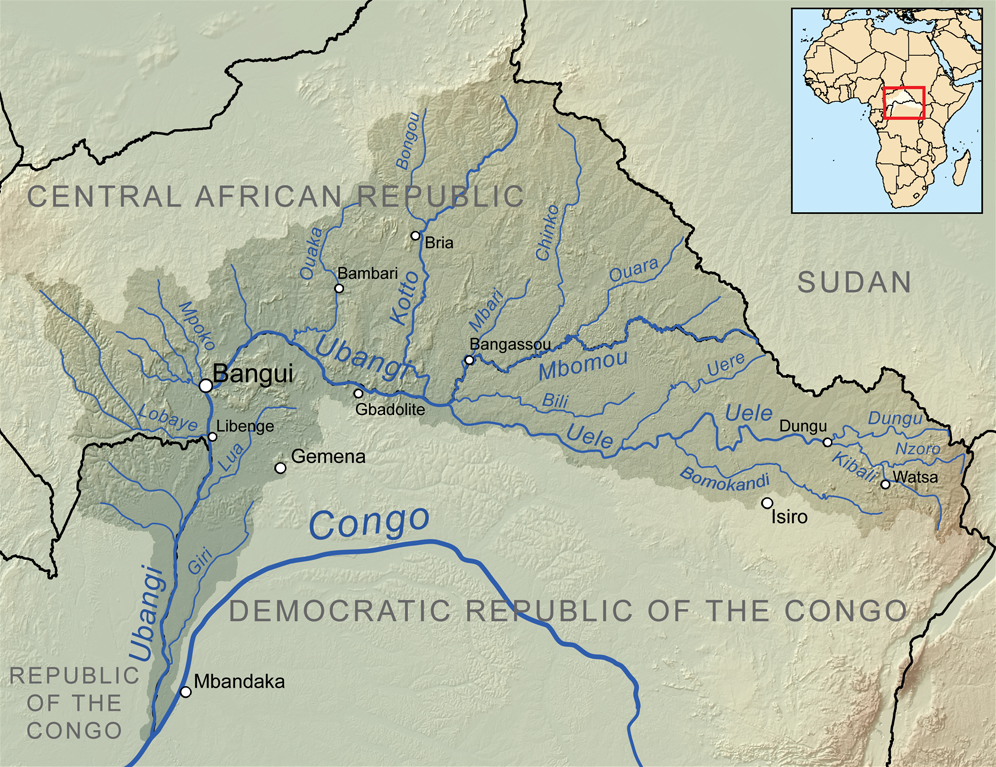
Einzugsgebiet des Ubangi

- Bomu (Mbomou)
  - Bili
- Uelle
  - Bima
  - Uere
  - Bomokandi
  - Kibali
    - Nzoro

  - Dungu
    - Garamba
- Lua
- Giri

### Ruki
- Momboyo[4]
  - Luilaka
  - Lokola
  - Loile
- Busira[4]
  - Lomela
  - Salonga
  - Tshuapa

### Kasai(Cassai)

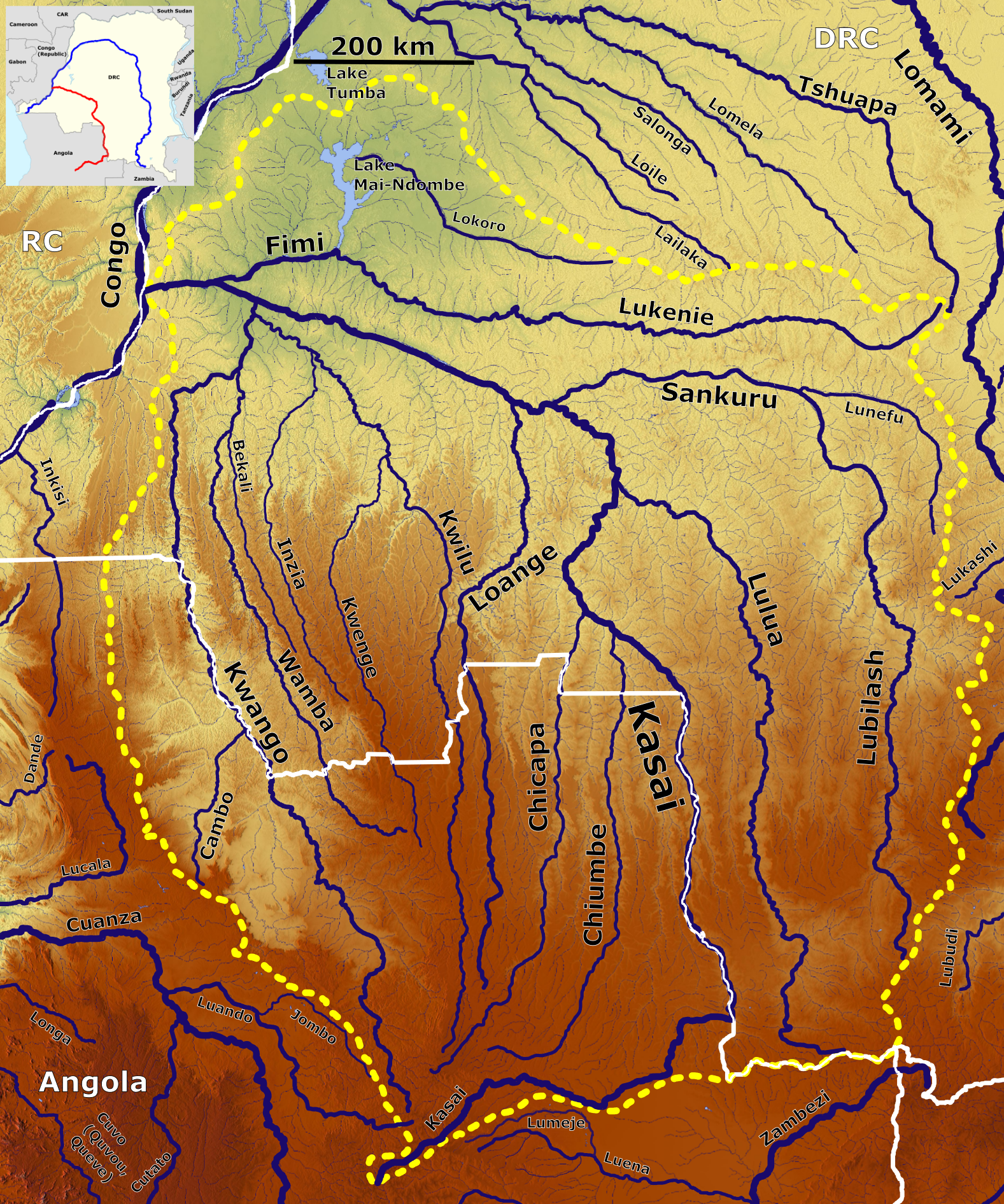
Einzugsgebiet des Kasai

- Kamtsha
- Luele
- Lubue
- Lutshuadi
- Lulua
  - Loebo
- Lovua
- Chicapa
- Luachimo
- Chiumbe
  - Luia
- Lueta
- Sankuru
  - Lubudi
  - Lubefu
  - Lubi
    - Fwa

  - Bushimaie (Mbuji-Mayi River)
  - Luilu
  - Lubilash
  - Luenbe
- Loange
  - Lushiko
- Kwango (Cuango)
  - Kwilu (Cuilo)
    - Kwenge
    - Inzia
    - Lutshima

  - Wamba (Uamba)
    - Bakali
- Fimi (Mfimi)
  - Lukenie
  - Lokoro
  - Lotoi

## Nil
- Semliki
  - Rutshuru
    - Ivi

  - Ishasha

## Weitere

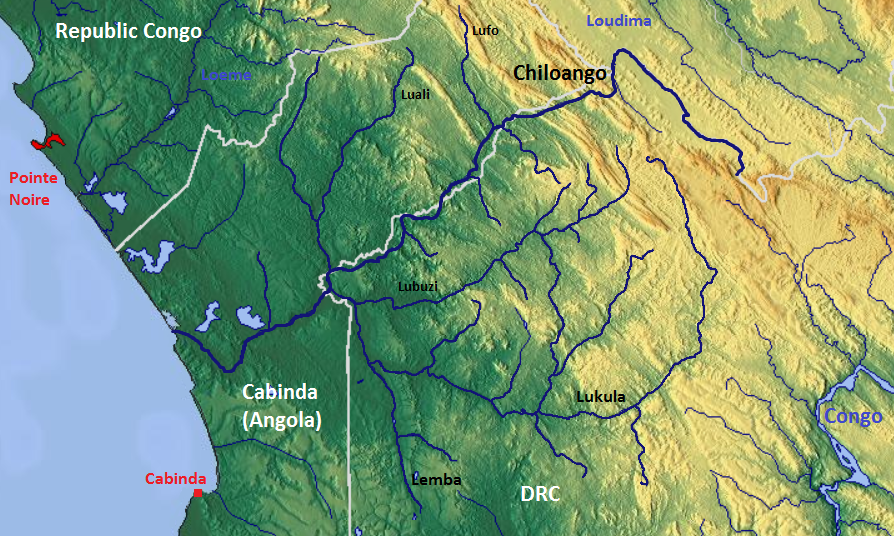
Flusssystem des Chiloango

- Chiloango
  - Lukula
    - Lemba
    - Lubuzi